# Patricia Cornwell: El frente
Patricia Cornwell: El frente (título original: The Front) es un telefilme estadounidense de acción, crimen y misterio de 2010, dirigido por Tom McLoughlin, escrito por John Pielmeier, está basado en una novela de Patricia Cornwell, musicalizado por Christopher Ward, en la fotografía estuvo Alwyn Kumst y los protagonistas son Andie MacDowell, Daniel Sunjata y Ashley Williams, entre otros. Este largometraje fue producido por Head First Productions, Lifetime Television y Once Upon a Time Films; se estrenó el 17 de abril de 2010.

## Sinopsis
Monique Lamont, la fiscal de distrito de Massachusetts, le asigna un trabajo especial a Winston Garano, un investigador de asesinatos con un buen porvenir, que se encuentra a su servicio, tiene que investigar un salvaje homicidio ocurrido en 1962, en el cual murió una joven británica no vidente.